# فرااجتماعی

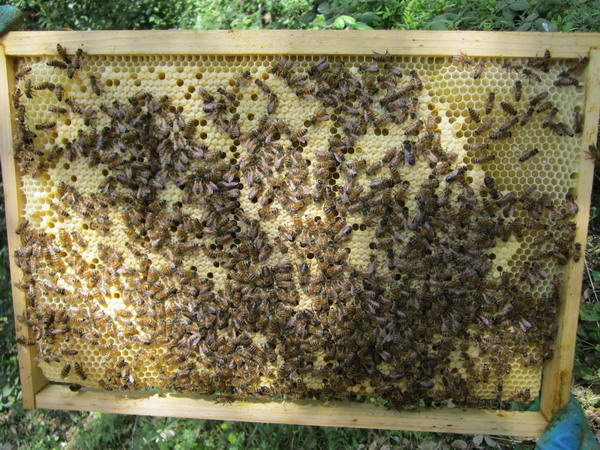
همیاری در پرورش نوزادان، که در اینجا در زنبورهای عسل دیده می‌شود، شرط اجتماعی بودن است.

فرااجتماعی (به انگلیسی: Eusociality) (از واژهٔ یونانی εὖ eu به معنی «خوب» و Social به معنی اجتماعی)، بالاترین سطح سازماندهی اجتماعی‌گری است که با ویژگی‌های زیر تعریف می‌شود: مراقبت همیارانه از فرزندان (شامل مراقبت از فرزندان افراد دیگر)، همپوشانی نسل‌ها در یک کلنی از بزرگسالان، و تقسیم کار به گروه‌های زایشی و غیرتولیدمثلی. تقسیم کار گروه‌های رفتاری تخصصی را در یک جامعه جانوری ایجاد می‌کند که گاهی به آنها «کاست» می‌گویند. اجتماعی بودن از تمام سیستم‌های اجتماعی دیگر متمایز است زیرا افراد حداقل یک طبقه معمولاً توانایی انجام حداقل یک رفتار مشخص افراد در طبقه دیگر را از دست می‌دهند.

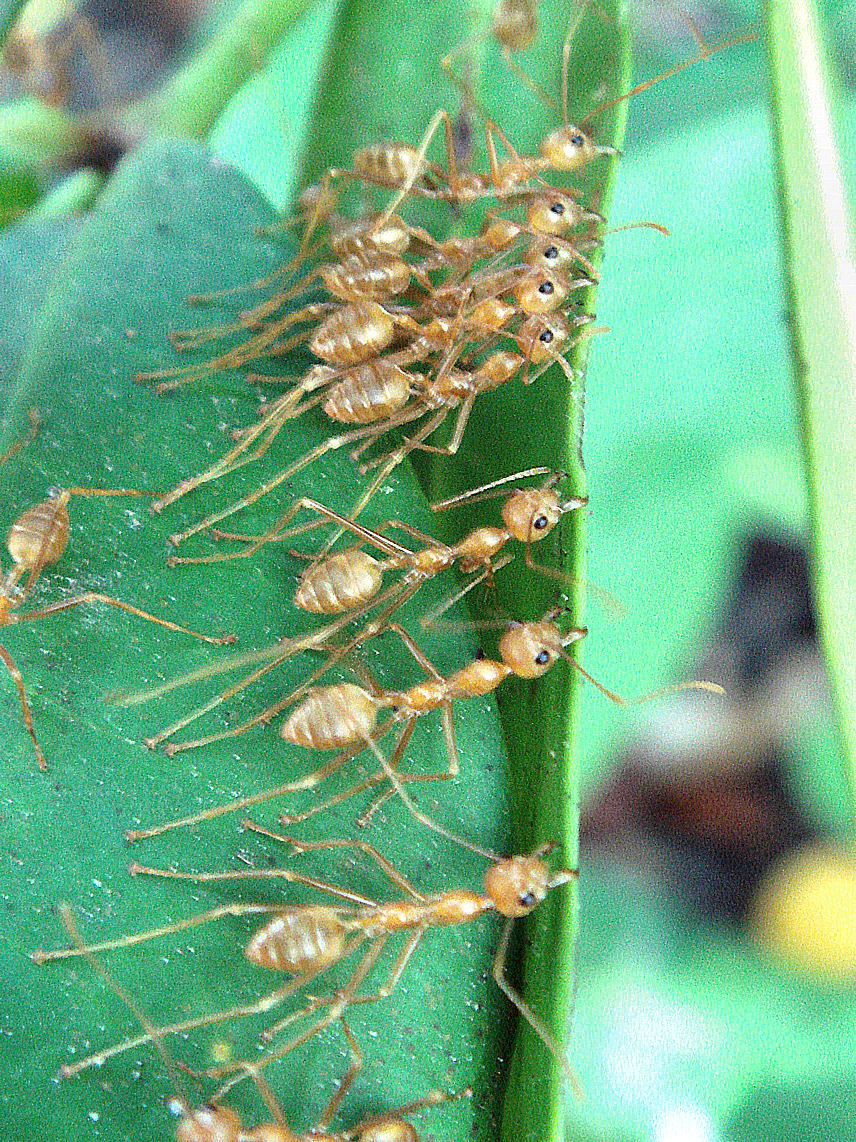
مورچه‌های بافنده که در اینجا برای کنار هم کشیدن برگ‌های لانه با یکدیگر همکاری می‌کنند، می‌توانند اجتماعی در نظر گرفته شوند، زیرا آنها تقسیم کار همیشگی دارند.

## پیشینه
در سال ۱۹۶۹، چارلز دی میچنر طبقه‌بندی Batra را با مطالعه مقایسه‌ای خود در مورد رفتار اجتماعی در زنبورهای عسل گسترش داد. او گونه‌های متعددی از زنبورها (Apoidea) را مشاهده کرد تا سطوح مختلف اجتماعی بودن در جانوران را بررسی کند، که همگی مراحل مختلفی هستند که یک کلنی ممکن است از آن عبور کند. اجتماعی بودن، که بالاترین سطح اجتماعی جانوری است که یک گونه می‌تواند به آن دست یابد، به‌طور خاص دارای سه ویژگی است که آن را از سطوح دیگر متمایز می‌کند.
سه سطح در زندگی زنبورهای عسل
1. لایه‌های تخم و افراد کارگرمانند در میان ماده‌های بالغ (تقسیم کار)
2. همپوشانی نسل‌ها (مادران و فرزندان بالغ)
3. کار همیارانه روی سلول‌های شانه زنبور عسل

سپس EO Wilson اصطلاحات را به سایر حشرات اجتماعی مانند مورچه‌ها، زنبورها و موریانه‌ها گسترش داد. در ابتدا، این تعریف شامل جاندارانی (فقط بی‌مهرگان) بود که دارای سه ویژگی زیر بودند:
1. تقسیم کار تولید مثلی (با یا بدون گروه‌های نابارور)
2. همپوشانی نسل‌ها
3. مراقبت همیارانه از جوانان